# 徐田有
徐田有（1952年1月—2023年8月6日），江苏南京人，中国人民解放军正军职退休干部、原武警部队黄金指挥部政委。

## 生平
徐田有1969年2月入伍，1970年10月加入中国共产党。历任战士、排长、干事、教导员、团政治处主任、团政委、旅政委、师副政委、师政委，武警新疆维吾尔自治区总队政委，武警指挥学院政委等职。
2023年7月6日，徐田有因病于北京逝世，享年71岁。讣告刊登在9月5日的《解放军报》。